# Чумаки (Кальміуський район)
Чумаки́ — село Старобешівської селищної громади Кальміуського району Донецької області, Україна. Населення становить 80 осіб. З листопада 2014 року внесено до переліку населених пунктів на Сході України, на території яких органи державної влади України тимчасово не здійснюють свої повноваження.

## Географія
Відстань до райцентру становить близько 11 км і проходить автошляхом місцевого значення.
Землі села межують із територією с. Михайлівка Донецька Донецької області. Селом тече Балка Крива.

## Клімат
У селі вологий континентальний клімат, з м'якою зимою та теплим літом. Середньорічна температура становить 8,0 °C.
Найпрохолодніший місяць січень, зі середньою температурою −6,2 °C, найтепліший місяць липень, з середньою температурою +21,5 °C.
Опадів більше випадає у червні, в середньому 63 мм, найменше у жовтні — 32 мм опадів. У рік випадає близько 541 мм опадів.
| Кліматограма Чумаків                                                                           | Кліматограма Чумаків | Кліматограма Чумаків | Кліматограма Чумаків | Кліматограма Чумаків | Кліматограма Чумаків | Кліматограма Чумаків | Кліматограма Чумаків | Кліматограма Чумаків | Кліматограма Чумаків | Кліматограма Чумаків | Кліматограма Чумаків |
| ---------------------------------------------------------------------------------------------- | -------------------- | -------------------- | -------------------- | -------------------- | -------------------- | -------------------- | -------------------- | -------------------- | -------------------- | -------------------- | -------------------- |
| С                                                                                              | Л                    | Б                    | К                    | Т                    | Ч                    | Л                    | С                    | В                    | Ж                    | Л                    | Г                    |
| 47 −3 −9                                                                                       | 38 −2 −9             | 33 3 −4              | 41 14 4              | 47 21 11             | 63 25 14             | 56 27 16             | 44 26 15             | 37 20 10             | 32 12 4              | 45 4 −1              | 58 0 −5              |
| Середня макс. і мін. температури повітря (°C) Атмосферні опади (мм), за рік : 541 мм. Джерело: |                      |                      |                      |                      |                      |                      |                      |                      |                      |                      |                      |

## Війна на сході України
У часі російсько-української війни 24 серпня 2014-го загинули на блокпосту — перехрестя доріг між селами Чумаки та Олександрівка — в часі наступу терористичних загонів — старший сержант батальйону «Дніпро-2» Олександр Жабінець, молодший сержант Сергій Ряженцев, солдат Валерій Шмалій та військовик, чия особа не встановлена. Тоді відбувався наступ у тил українським силам в Іловайську. 15 вересня 2014-го тіла було ексгумовано пошуковцями місії «Експедиція-200», привезено до Запоріжжя.
29 серпня 2014 року при виході з Іловайського котла «зеленим коридором» загинули військовики 40-го батальйону Іван Джадан, Ігор Долгов, Костянтин Нечепуренко, Сергій Конопацький, 51-ї механізованої бригади — Василь Зелінський, Віталій Малишев, солдат батальйону «Дніпро-1» Володимир Комісар, два невідомі бійці. Пошукова група місії «Експедиція-200» («Чорний тюльпан») 14 вересня у полі в урочищі Червона Поляна біля Чумаків відшукала тіла, перевезені у Запоріжжя. 29 серпня чи 2 вересня під Чумаками загинув солдат батальйону «Кривбас» Костянтин Нечепуренко.

## Населення
За даними перепису 2001 року, населення села становило 80 осіб, із них 61,25 % зазначили рідною мову українську та 38,75 % — російську.